# Kanice (Łódź)
Pour les articles homonymes, voir Kanice.
Kanice est une localité polonaise de la gmina de Rzeczyca, située dans le powiat de Tomaszów Mazowiecki en voïvodie de Łódź.